# Obras 2004 en directo
Obras 2004 en directo es el primer y único álbum en vivo de la banda de rock argentina Callejeros. Fue publicado en 2008 en formato de cd, subido a redes en el año 2017 y distribuido por Pelo Music S.A.

## Contexto
La presentación de Callejeros se produjo en el Estadio Obras Sanitarias con localidades agotadas los días viernes 30 y sábado 31 de julio de 2004 y fue grabado audiovisualmente por el sello Pelo Music. La banda se encontraba en su año más popular, estaba a punto de lanzar su tercer álbum de estudio Rocanroles sin destino (que sería el más destacado de la banda a nivel comercial).

## El álbum
La banda tocó en el concierto un total de 31 sencillos, sin embargo, a la edición del disco no se incluyo el tema "El Duende Del Árbol" que fue la canción 6 en la primera noche y el Inedito "Brillan Los Fantasmas" interpretado en las 2 noches
El álbum está dividido en dos CDs, el primero con 17 canciones y el segundo con 14. A pesar de que fue grabado en 2004, tras los sucesos de la Tragedia de Cromañón, pudo ser editado recién en el año 2008, año en el que también se lanzó.

## Lista de canciones
| 1. «El nudo» 2. «Cristal» 3. «No somos nadie» 4. «Presión» 5. «Tres» 6. «Ahogados de razón» 7. «Una nueva noche fría» 8. «Sed» 9. «Rompiendo espejos» 10. «Otro viento mejor» 11. «Lejos del cielo» 12. «Palo borracho» 13. «Ojalá se los lleve» 14. «Tratando de olvidar» 15. «Tiempo de estar» 16. «Si me cansé» 17. «One after 909» | 1. «Armar de nuevo» 2. «Callejero de Boedo» 3. «Morir» 4. «No volvieron más» 5. «Vicioso jugador y mujeriego» 6. «Prohibido» 7. «Fantasía y realidad» 8. «Milonga del rocanrol» 9. «Jugando» 10. «Imposible» 11. «Rocanroles sin destino» 12. «Los invisibles» 13. «Sonando» 14. «Ilusión» |